# پل گونسالس
پل گونسالس (انگلیسی: Paul Gonzalez؛ زادهٔ ۲۲ آوریل ۱۹۶۹) بازیکن بیسبال اهل استرالیا بود.